# Friuli Aquileia Merlot
Le Friuli Aquileia Merlot est un vin rouge italien de la région Frioul-Vénétie Julienne doté d'une appellation DOC depuis le 6 août 1988. Seuls ont droit à la DOC les vins rouges récoltés à l'intérieur de l'aire de production définie par le décret.

## Aire de production
Les vignobles autorisés se situent en province d'Udine dans les communes de Bagnaria Arsa, Cervignano del Friuli, Aquileia, Fiumicello, Villa Vicentina, Ruda, Campolongo Tapogliano, Aiello del Friuli, Visco et San Vito al Torre ainsi qu'en partie dans les communes de Santa Maria la Longa, Palmanova, Terzo d'Aquileia, Chiopris-Viscone, Trivignano Udinese et Gonars.

## Caractéristiques organoleptiques
- couleur : rouge rubis plus ou moins intense
- odeur : vineux, harmonique, caractéristique
- saveur : sec, plein, harmonique

Le Friuli Aquileia Merlot se déguste à une température de 14 à 16 °C et il se gardera 1 – 3 ans.

## Production
Province, saison, volume en hectolitres :
- Udine (1990/91) 4313,71
- Udine (1991/92) 4011,4
- Udine (1992/93) 4821,67
- Udine (1993/94) 4502,47
- Udine (1994/95) 4583,89
- Udine (1995/96) 5085,63
- Udine (1996/97) 5189,76